# Sassari nyelv

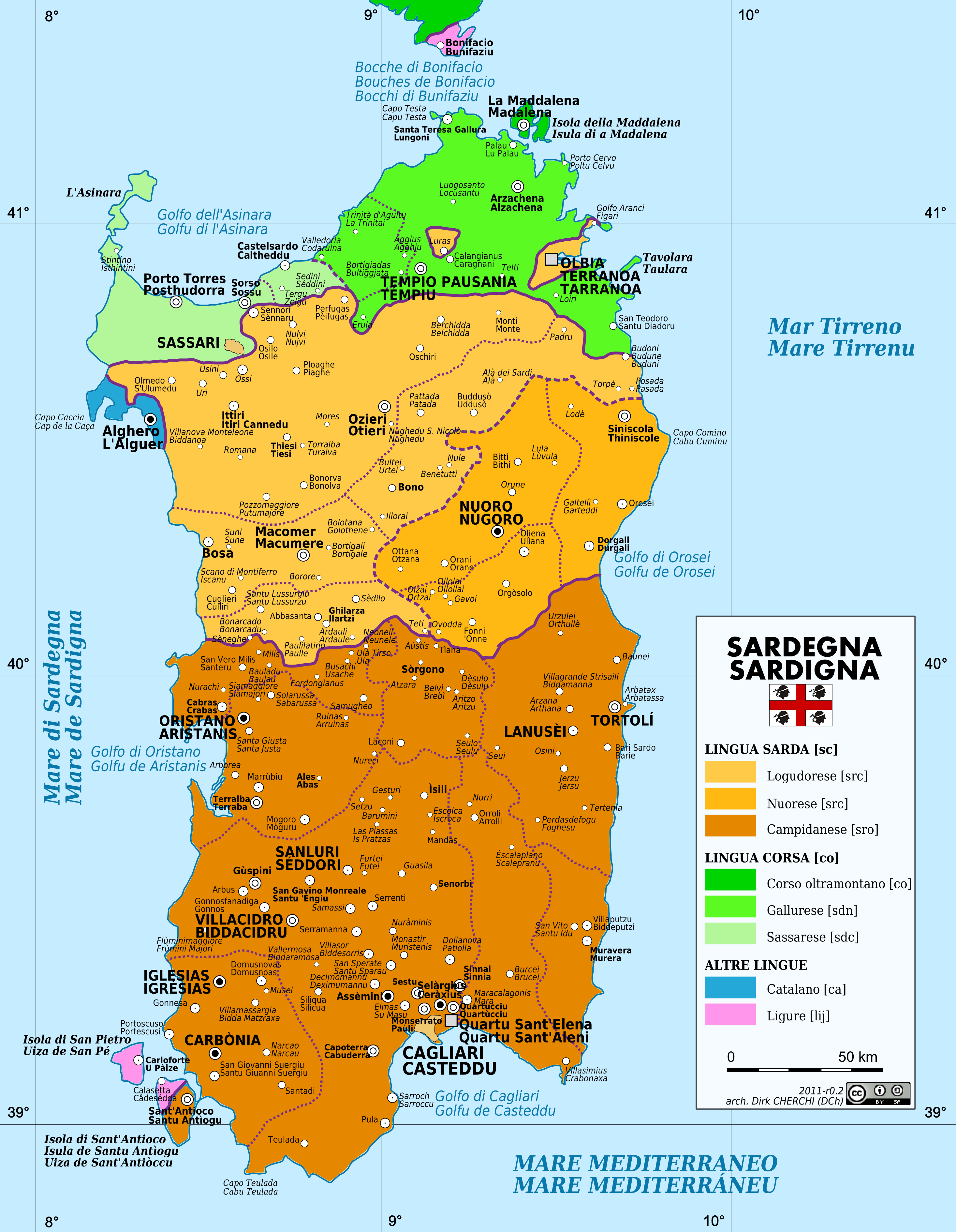
Szardínia nyelvi térképe

A sassari nyelv (saját nevén Sassaresu, vagy Turritanu) Szardínia északi részén beszélt újlatin nyelv, amelyet a modern nyelvészet az italikus nyelvekhez kapcsol mint az olasz, toszkán és korzikai. Azonban több vitát vált ki ma is besorolása. A sassari átmenetet alkot a szárd és a korzikai között, de több szempontból is sokkal inkább a korzikaihoz áll közel. Kialakulásához több nyelv és dialektus a korzikaival történő keveredése járult hozzá a 13. és 14. században.
A sassarit Sassari városában és környékén, valamint kis közösségekben beszélik némely szárd városban. A szárd nyelv erősen befolyásolta szókincsét és fonetikáját, ám a sassari még mindig erősen kötődik a toszkán nyelvhez. Ugyancsak elmondható, hogy megtalálhatóak benne a ligurra jellemző sajátosságok is, amely a galloromán nyelvcsaládba tartozik. Korzika szigetét egy időben Pisa és Genova uralta, ahol a ligur a beszélt nyelv. A spanyol és katalán hatásokat is szoros kereskedelmi és egyéb kapcsolatok magyarázzák. A szárd hatáson belül el kell különíteni a logudorói nyelvnek a sassarira gyakorolt befolyását, amely a szárd nyelv jelentős archaizmusokat tartalmazó dialektusa.
A sassari Stintinóban, Porto Torresban és Sorsóban beszélt nyelvjárásai gyakorlatilag nyelvjárkontinuumot képeznek a galluri nyelvvel, mely ugyancsak toszkán eredetű. Az itt beszélt sassari nyelvjárást kasztellánnak nevezik (Castellanesi).
Mindkét nyelv nem csekély számú beszélővel bír. A sassarit 175 ezer ember beszéli, ennek kétharmada él a városban és környékén. Irodalmi hagyományi több évszázadra nyúlnak vissza és napjainkban is tartanak. Kiemelendőek a sassari nyelvű színházi előadások, bár hivatalos szervezet nem foglalkozik a szabályozásával, de Szardínia területén hivatalosan elismert regionális nyelv.